# ASRock
Az ASRock Inc. egy tajvani székhelyű, informatikai gyártó cég, amely PC-alaplapokat, ipari számítógépeket, HTPC-ket gyárt, vezetője Ted Hsu. 2002-ben alapították, jelenlegi tulajdonosa a Pegatron cég.

## Története
Az ASRock eredetileg az Asus-ból vált ki 2002-ben, hogy olyan cégekkel versenyezzen, mint a Foxconn az OEM piacon. Azóta az ASRock megvetette a lábát a DIY (Csináld magad) szektorban is, és a tajvani tőzsdére történő bevezetése óta a cég folyamatosan növekszik.
Az ASRock a technológiai weboldalakon is elismertségre tett szert jó ár-érték arányú termékeinek köszönhetően, számos termékét ajánlják, ill. díjakat is kaptak.
Az ASRock 2011-ben nyolcmillió alaplapot adott el, többet mint az ECS és az MSI (fejenként hétmilliót). A DigiTimesban megjelent adatok alapján az ASRock harmadik helyen áll az Asustek és a Gigabyte mögött. Ez jelentős fejlődés a cég 2009-es eredményeihez képest, a 2010-es számok az ASRockot az MSI és az ECS elé helyezik. Így az ASRock a legnagyobb alaplapgyártók egyike lett.

## Termékek és szolgáltatások
Az alaplapokon kívül az ASRock asztali miniszámítógépei is versenyképesnek bizonyultak a nemzetközi piacokon. Ezeket a termékeket gyakran ajánlja a számítógépes média, és számos díjat kaptak bevezetésük óta. 2012-ben először három ASRock terméket is jelöltek a Tajvan Brand Award díjkiosztón, majd a termékek elnyerték az External Trade Development Council támogatását, amikor a tajvani termékek minőségének globális promócióját végezték. 2012-ben az ASRock megjelent az ipari számítógépek és szerver-alaplapok piacán is, emiatt a jövőben még nagyobb profitra számíthat.

## Díjak, elismerések
Az ASRock az általános felhasználású és a különleges alaplapok piacán is jelen van, számos felhasználói csoportot céloz meg alaplapjaival, mindemellett világszerte híres professzionalizmusáról, megbízható termékeiről. A kutatási és fejlesztési tevékenységek eredményeit alátámasztja, hogy az ASRock márka már 2002-óta az innovációra épül. Egyedi megoldásai, mint az XFast 555 technológia (XFast RAM, XFast LAN, XFast USB), az ASRock 7-es sorozatú alaplapokon lehetővé teszi, hogy a felhasználók akár ötszörös teljesítménynövekedést tapasztaljanak a PC általános működésében, a hálózati és USB átviteli sebességében. 
Az ASRock elismertségét annak köszönheti, hogy tartós alaplapokat gyárt, versenyképes áron. Amellett, hogy az ASRock eladási rekordokat döntöget az alaplapok piacán, díjnyertes termékei széles körű elismerésre tettek szert a globális médiában. Például megszerezte a Tom's Hardware 2012 vásárlásra javasolt díját, az X79 Extreme4-gyel, és az Xbit labs 2012-es szerkesztői ajánlásával díját, az Z77 Extreme4-gyel. Mindemellett, az ASRock Z68 Extreme7 Gen3, a Fatal1ty Z68 Professional Gen3 és a mini PC sorozatok három díjat gyűjtöttek be a 2011-es Tajvani Brand Awards díjkiosztón, ami a tajvani ipar csúcsminőségét hivatott bemutatni.

## Piaci áttekintés
Az ASRock a világ három legnagyobb alaplapgyártójának egyike; értékesítési csatornái között megtalálhatóak az elektronikai boltok, számítógépboltok, alkatrészboltok és online üzletek. 2011-ben az értékesítési területek teljesítményének megoszlása a következő volt: Európa: 37%, Közép és Dél-Amerika:  21%, ázsiai és csendes-óceáni régió:  41%, egyéb piacok:  0,24%. Egészében az ASRock értékesítéseinek nagy részét Ázsiában és Európában hajtotta végre.

## Piaci analízis
A Digitimes 2011-es éves jelentése alapján az ASRock igyekszik felépíteni saját márkáját, nagyon gyorsan növekedett az elmúlt három évben. Az ASRock már két éve a 3 legjelentősebb alaplapgyártó egyike.[forrás?]